# Helena Straszyńska
Helena Straszyńska (ur. 4 marca 1905 w Wilnie – zm. 9 stycznia 2003 w Zamościu) – pedagog, działaczka harcerstwa przed 1939. Absolwentka Uniwersytetu Stefana Batorego w Wilnie. Córka Jana Straszyńskiego i Melanii, z domu Jackiewicz.

## Życiorys
Pracę jako nauczycielka języka polskiego rozpoczęła jeszcze przed wojną. W Wilnie, uczyła m.in. w IX szkole średniej. Szkoła ta powstała z połączenia Gimnazjum i Liceum oo.Jezuitów oraz Gimnazjum i Liceum SS. Najświętszej Rodziny z Nazaretu. W czasie okupacji uczyła w tajnych zorganizowanych kompletach szkolnych w Wilnie (udzielała lekcji j. polskiego i historii Polski) oraz kierowała wraz z Władysławem Dziewulskim wileńskim "Uniwersyteckim Ośrodkiem Zorganizowanego Polskiego Szkolnictwa Tajnego”. Ośrodek ten rozpoczął swą działalność z początkiem roku szkolnego 1941/42 i funkcjonował do końca okupacji hitlerowskiej. Początkowo kierowany był przez trzy osoby: prof. Władysława Dziewulskiego, Helenę Straszyńską i Ananiasza Rojeckiego z rodziny Karaimów polskich (przed wojną kierownika Wojskowej Służby Meteorologicznej w Warszawie). Po jej aresztowaniu w marcu 1942 i więzieniu przez parę miesięcy przez Gestapo, zastępowała ją mgr Janina Hlebowiczówna. Wszystkie osoby kierujące i pracujące w Ośrodku dotrwały do końca jego istnienia, z wyjątkiem dra Mikołaja Taranowskiego (zamordowanego przez hitlerowców).
Była żołnierzem i łącznikiem AK na Wileńszczyźnie (brała czynny udział w Akcji "Burza"). Po zajęciu Wilna przez wojska sowieckie poszukiwana przez NKWD, który nałożył na nią wyrok śmierci. Po wojnie przyjechała do Zamościa. W 1956 roku, wyszła za mąż za Mariana Iwańciów. Była długoletnią nauczycielką szkół średnich w Zamościu i dyrektorką tamtejszego liceum dla pracujących. W 1965 została przewodniczącą Powiatowego Komitetu Ligi Kobiet Polskich w Zamościu.
Otrzymała odznakę Armii Krajowej za akcję "Burza" oraz liczne odznaki ZNP. Odznaczona Krzyżem Oficerskim Orderu Odrodzenia Polski (1984).